# لی نان (بازیکن تنیس روی میز)
لی نان (انگلیسی: Li Nan؛ زادهٔ ) یک بازیکن تنیس روی میز اهل جمهوری خلق چین است. 
وی در مسابقات کشوری و بین‌المللی در مجموع برنده ۴ مدال طلا، ۳ مدال نقره، ۲ مدال برنز شده‌است.